# John Dee
John Dee, född 13 juli 1527, död 1608 eller 1609, var en brittisk matematiker, astronom, astrolog, geograf, ockultist och rådgivare till drottning Elisabet I.

## Biografi
John Dee var förespråkare för både vetenskap och magi. Han ägnade mycket av sin tid åt alkemi, divination och hermetism. Som en av sin tids mest lärda män föreläste han redan i 20-årsåldern kring algebra vid Sorbonne (Universitetet i Paris). Han var en passionerad förespråkare för matematik, en respekterad astronom och en ledande expert inom navigation – han undervisade flera av de personer som ledde Englands upptäcktsresor.
I en av många skrifter som Dee skrev runt 1580 där han uppmanar till brittiska upptäcktsresor för att hitta Nordvästpassagen, eftersom han tekniskt utvecklat ett nytt navigationssystem baserat på euklidisk geometri, ska han enligt sägen vara den första att använda termen det brittiska imperiet, då han myntade begreppet Britannien.
Han fördjupade sig även i kristen änglamagi och hermetism. En tredjedel av sitt fortsatta liv vigde han just åt dessa sysselsättningar. Han ägnade mycket tid och ansträngningar med försök att kommunicera med änglar genom ett eget utvecklat språk, det enokiska språket, som ligger till grund för det enokiska systemet. För Dee och många av hans samtida jämlikar var inte hans sysslor motsägelsefulla utan istället särskilda aspekter av en konsistent världsuppfattning: sökandet efter en översinnlig förståelse för de gudomliga egenskaper som ligger till grund för den synliga delen av vardagen.
Dees status som en av dåtidens mest respekterade lärda män gjorde att han spelade en viktig roll som politisk rådgivare och informatör åt Elizabet I och började umgås med hennes två ledande ministrar, Francis Walsingham och William Cecil.
Under sin livstid samlade han litteratur till vad som blev ett av de största biblioteken i dåtidens Europa.